# Joel M. Reed
Joel M. Reed (* 29. Dezember 1933 in Brooklyn, New York City; † 14. April 2020 in Queens, New York City) war ein US-amerikanischer Regisseur von softpornografischen Filmen und Splatterfilmen. Sein bekanntester Film war Bloodsucking Freaks von 1976.

## Leben
Reed wurde als einer der Söhne des Schallplattenverkäufers Albert Reed und seiner Ehefrau Gertrude Reed, geb. Harris, geboren. Nach seiner Schulzeit diente er in der United States Army im Koreakrieg.
Reed war zunächst in der Werbebranche tätig, fühlte dich aber dann zum Filmemachen hingezogen. Er begann zunächst mit Softpornos, um sich dann dem Horrorfilm zuzuwenden. Seine Tätigkeit als Filmemacher begann in den 1960er Jahren. Er schrieb stets auch das Drehbuch zu seinen Filmen. Zusätzlich zu seiner filmischen Tätigkeit verfasste er das 1990 erschienene Buch Trump: the Man the Myth the Scandal. Nach seinen letzten Regiearbeiten Anfang der 1980er Jahre trat er erst wieder seit 2011 als Schauspieler in Erscheinung.
Joel M. Reed starb 2020 im Krankenhaus an den Folgen einer COVID-19-Erkrankung.

## Filmografie (Auswahl)
- 1971: G.I. Executioner
- 1978: Bloodsucking Freaks (The Incredible Torture Show)
- 1981: Die Nacht der Zombies (Night of the Zombies)
- 1982: Horror-Cocktail (Blood Bath)